# Manerba del Garda
Manerba del Garda (Manerba in dialetto gardesano) è un comune italiano di 5 399 abitanti della provincia di Brescia in Lombardia.

## Geografia fisica

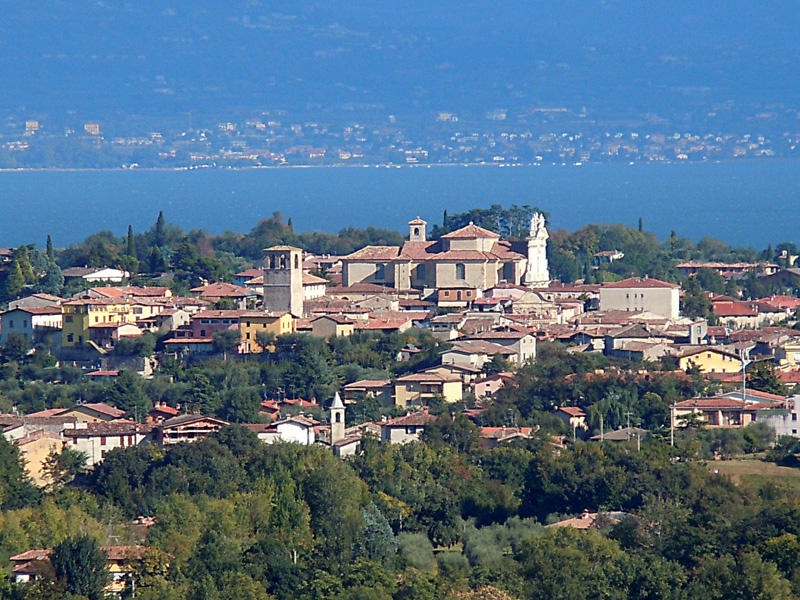
Manerba del Garda, panorama da Polpenazze

### Territorio
È uno dei comuni del comprensorio della Valtenesi.
Del territorio comunale fa parte l'Isola di San Biagio (di proprietà privata), conosciuta anche come Isola dei Conigli e lo Scoglio dell'Altare.

### Geografia antropica

#### Strade di Manerba

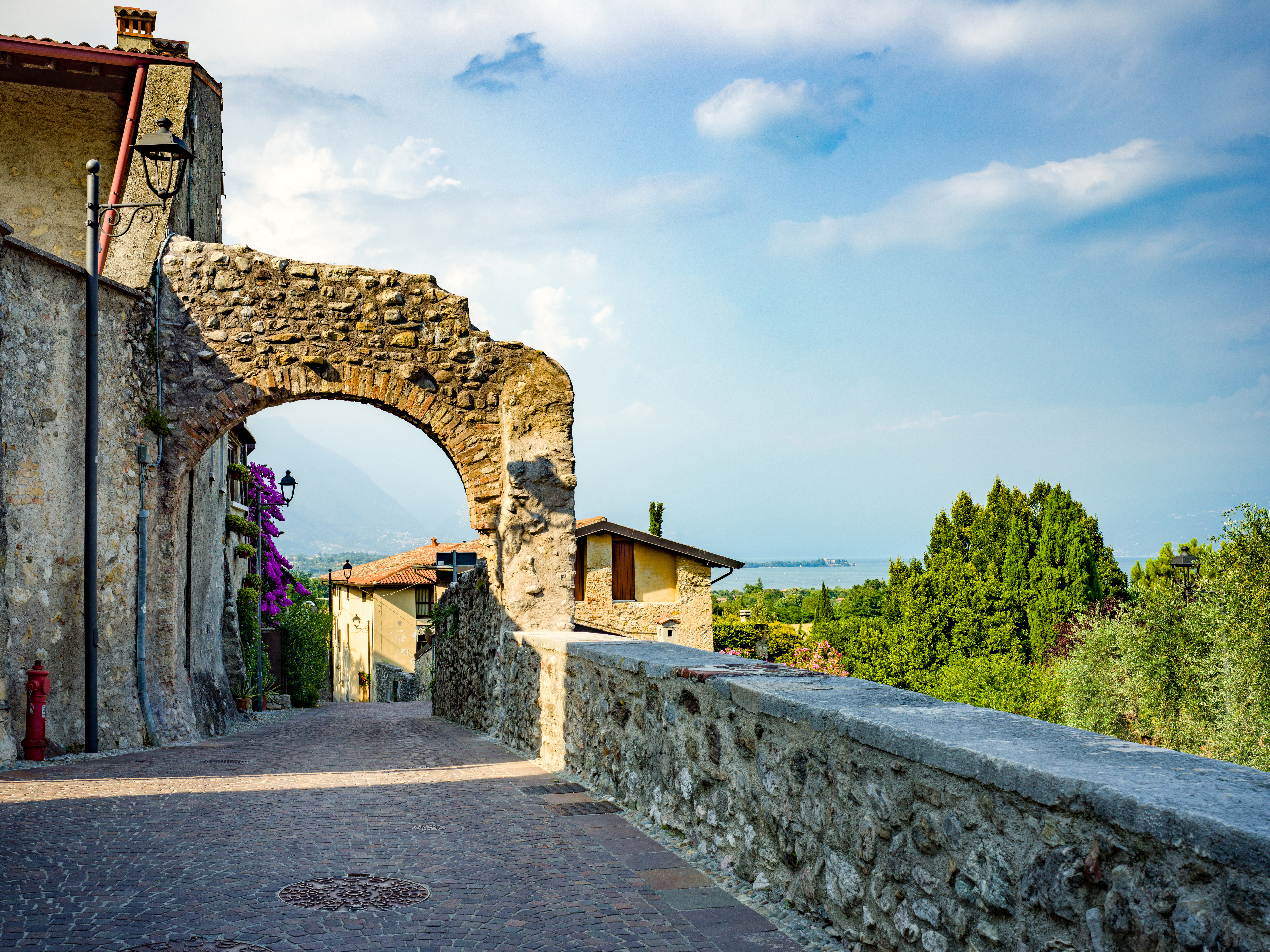
Arco su via Marconi, Balbiana
Via del Gazzo, Gardoncino
Via Leutelmonte, Montinelle
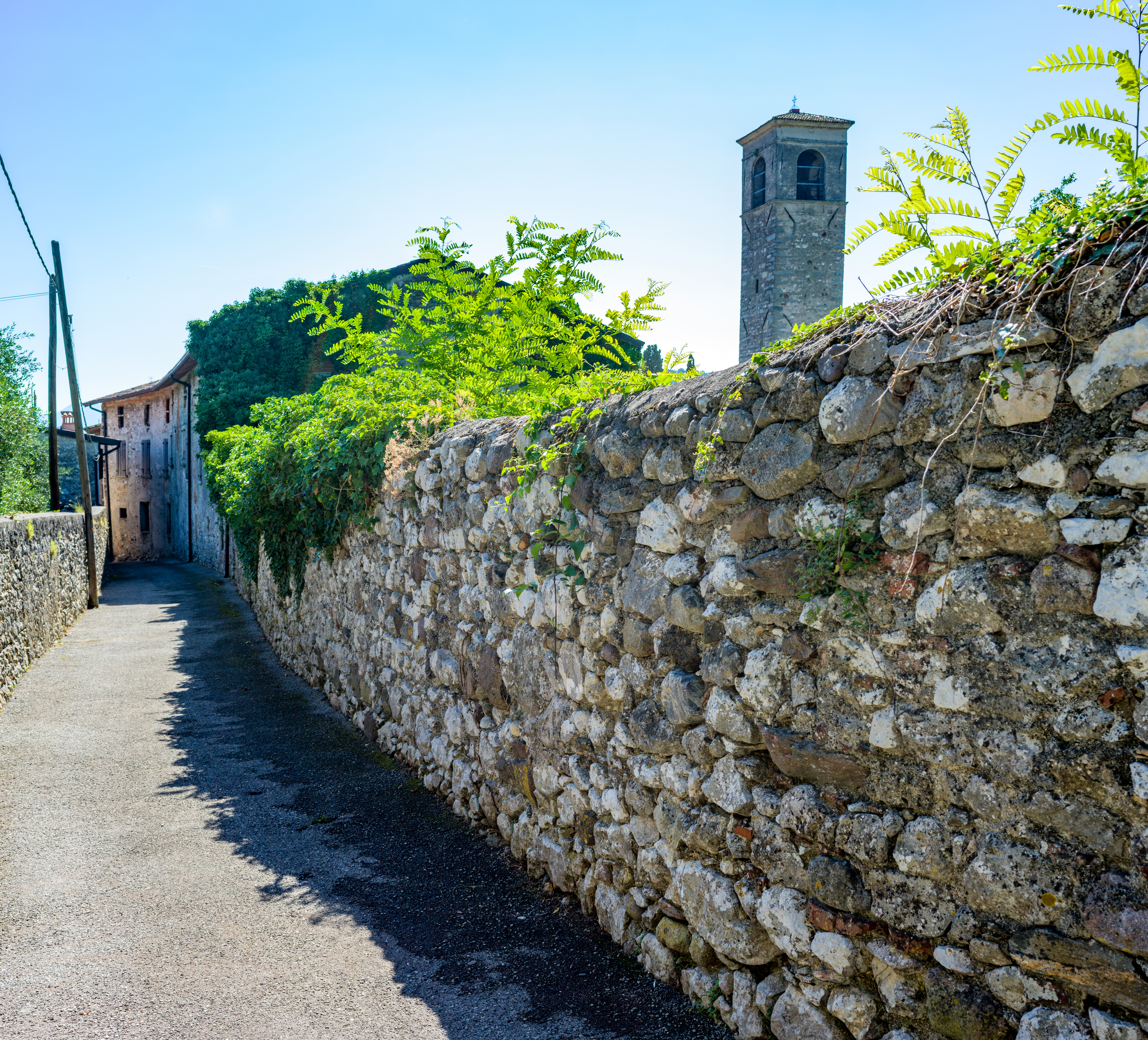
Via Montanina, Pieve Vecchia
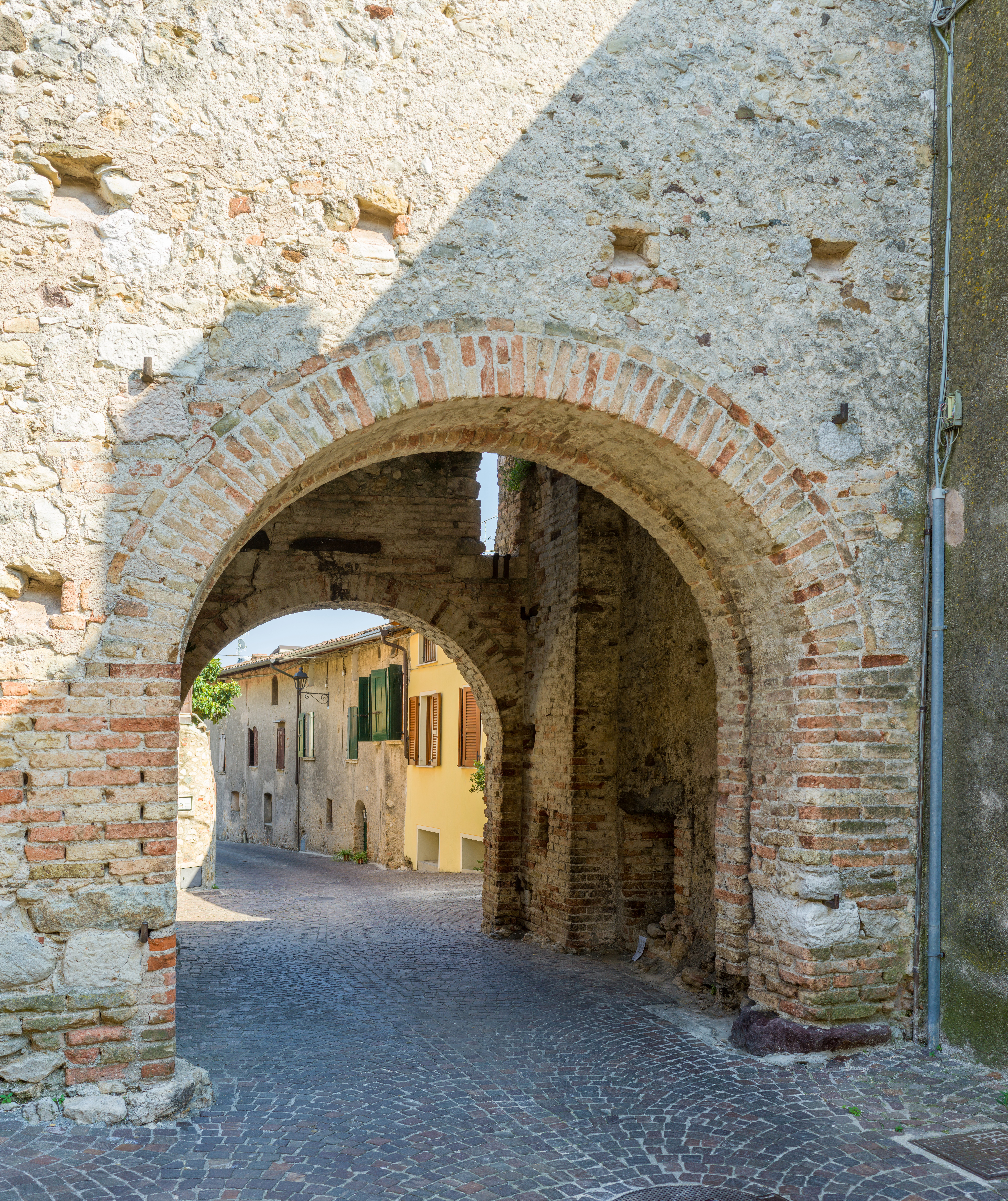
Torre dell'antico Castello di Manerba del Garda, Solarolo

È suddiviso nelle sette frazioni di Solarolo, Montinelle, Balbiana, Pieve, Trevisago, Campagnola e Gardoncino.

## Storia
La leggenda narra che Manerba fu eretta in devozione alla dea Minerva. Ella venne a nascondersi in questa valle, importante e suggestivo centro della Valtenesi, dove piantò i suoi ulivi (dei quali era la protettrice) e insegnò molte delle sue arti. In suo onore fu costituito un tempio che però venne distrutto dai Barbari. Molti studiosi credono che il toponimo di Manerba derivi da "Minerva arx". Altri invece fanno risalire tale nome ai galli cenomani (il termine deriverebbe dall'unione di mon, che significa "uomo d'armi", ed erb, "zona militare"). Il toponimo indicherebbe, in questo caso, "un luogo fortificato residenza del capo": ciò è plausibile dato che dall'alto della Rocca del paese risultava agevole difendersi da qualunque attacco.
La presenza dell'uomo sul Lago di Garda risale alla Preistoria, più precisamente al Tardo Neolitico (circa 4000 a.C.): sotto la Rocca, infatti, sono stati ritrovati resti di un villaggio del Mesolitico.
Le popolazioni che si succedettero nei secoli furono accomunate dalla stessa consapevolezza: il collegamento con le vie di comunicazione terrestri e fluvio-lacuali della regione poneva il territorio in una posizione favorevole in tempo di pace, ma molto pericolosa in caso di un'eventuale guerra. Questo spiega la presenza, in Valtenesi, di castelli risalenti al XIII secolo, alcuni dei quali eretti su fortilizi romani. La torre del Castello di Manerba era il punto di convergenza di una raggiera che collegava le torri di tutti i comuni del territorio.
La torre interna principale, detta Maschio, racchiudeva una cisterna per la raccolta dell'acqua piovana, e altri ambienti di ancora incerta funzione. Questi castelli avevano la funzione principale di proteggere e tenere al riparo le popolazioni locali, che si recavano all'interno della cinta muraria.
Dal XVI secolo Manerba divenne rifugio di banditi e fuorilegge, obbligando la Serenissima Repubblica di Venezia alla completa distruzione delle mura nel 1574. La città, insieme agli altri comuni della Valtenesi entra a far parte del più ampio organismo della "Comunità di Riviera", che diviene dominio di Venezia dopo il conflitto con i Visconti, e prende così il nome di Magnifica Patria, all'interno della quale si trovava la Quadra della Valtenesi, con Manerba come riferimento principale.

Con la fine della Repubblica di Venezia nel 1796 tutto il territorio della Riviera si vede coinvolto nelle vicende della Rivoluzione francese e del dominio napoleonico.
Di particolare importanza fu anche il passaggio di Garibaldi sul suolo di Manerba per raggiungere l'osservatorio della Rocca.

### Simboli
Lo stemma e il gonfalone del comune sono stati concessi con decreto del presidente della Repubblica del 9 marzo 1970.
Il gonfalone è un drappo troncato di azzurro e di bianco.

## Monumenti e luoghi d'interesse

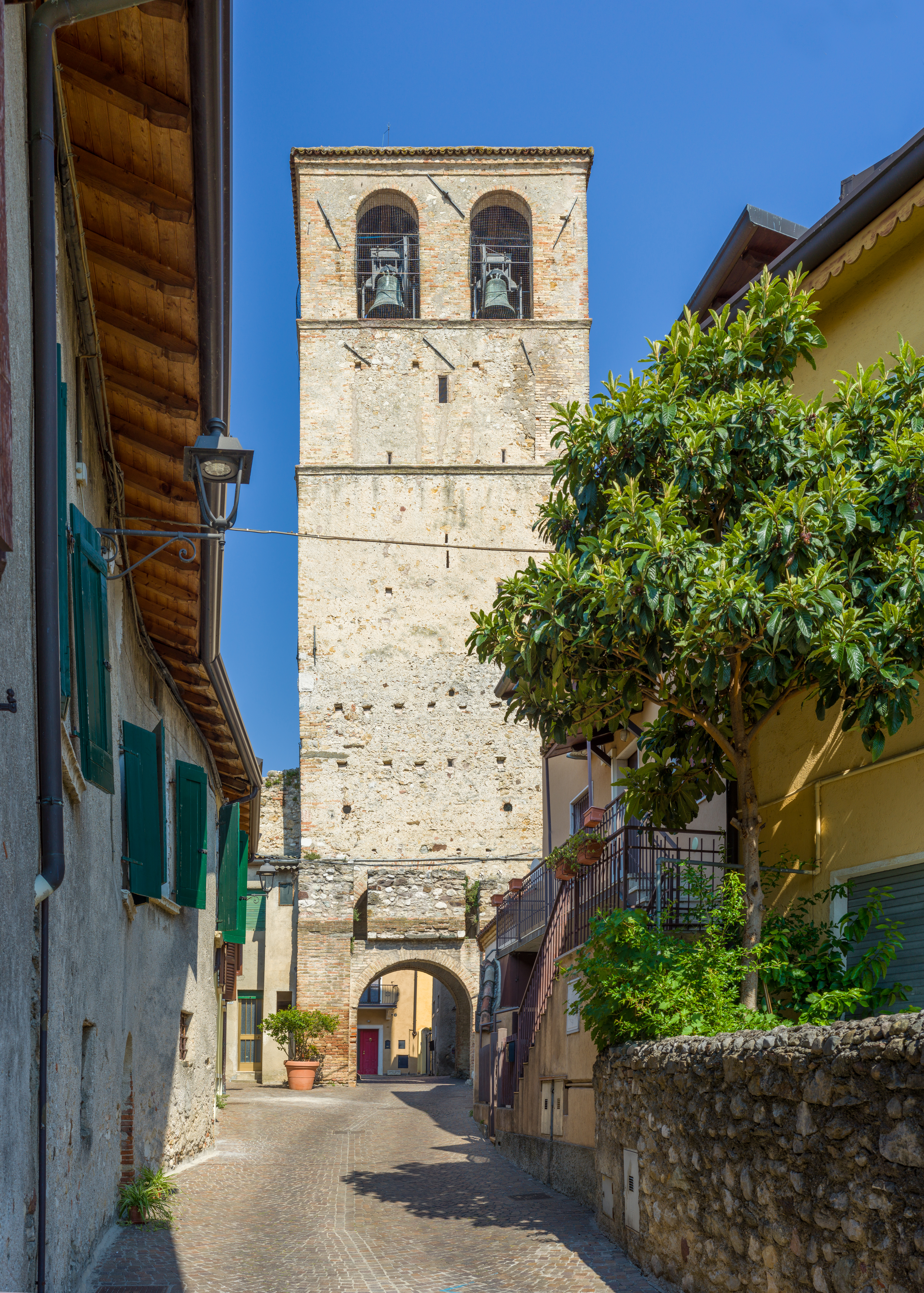
Torre del castello di Manerba.

### Siti archeologici
- Sito palafitticolo San Sivino-Gabbiano, inserito nella lista del Patrimonio dell'Umanità dell'UNESCO, nell'ambito del sito seriale transnazionale Siti palafitticoli preistorici attorno alle Alpi.
- Castello di Manerba a Sorarolo (campanile). Il castello è inglobato nelle case del paese ma sono ancora ben evidenti una torre campanaria che sovrasta un passaggio ad arco con le strutture murarie del ponte levatoio.

### Parchi
- Parco Archeologico Naturalistico e Museo Rocca di Manerba del Garda.
- Parco Lacuale di Manerba del Garda.

Büs de la Palü nel Parco Naturalistico.
La punta Sasso.
Scoglio sul Parco Lacuale.

### Chiese
- Chiesa di Santa Maria Assunta a Solarolo. La costruzione della chiesa, su progetto di Antonio Spazzi è iniziata nel 1746 in sostituzione della Pieve Vecchia come chiesa parrocchiale. La chiesa costruita da Antonio Ceresa fu completata nel 1757. All'interno sono presenti tele rappresentanti L'Assunzione di Pio Piatti e Sant'Angela Merici e la Trinità firmato Augusto Ugolini (pittore) 1809.
- Chiesa San Giovanni Battista Decollato a Solarolo
- Chiesa della Santissima Trinità a Solarolo
- Chiesa di San Bernardo a Montinelle
- Chiesetta di Santa Lucia a Balbiana
- Chiesa del Santissimo Nome di Maria a Balbiana
- Chiesa di Santa Maria in Valtenesi (Pieve vecchia)
- Chiesa di San Giorgio vicino al Porto di Dusano
- Chiesa di Santa Caterina d'Alessandria a Gardoncino

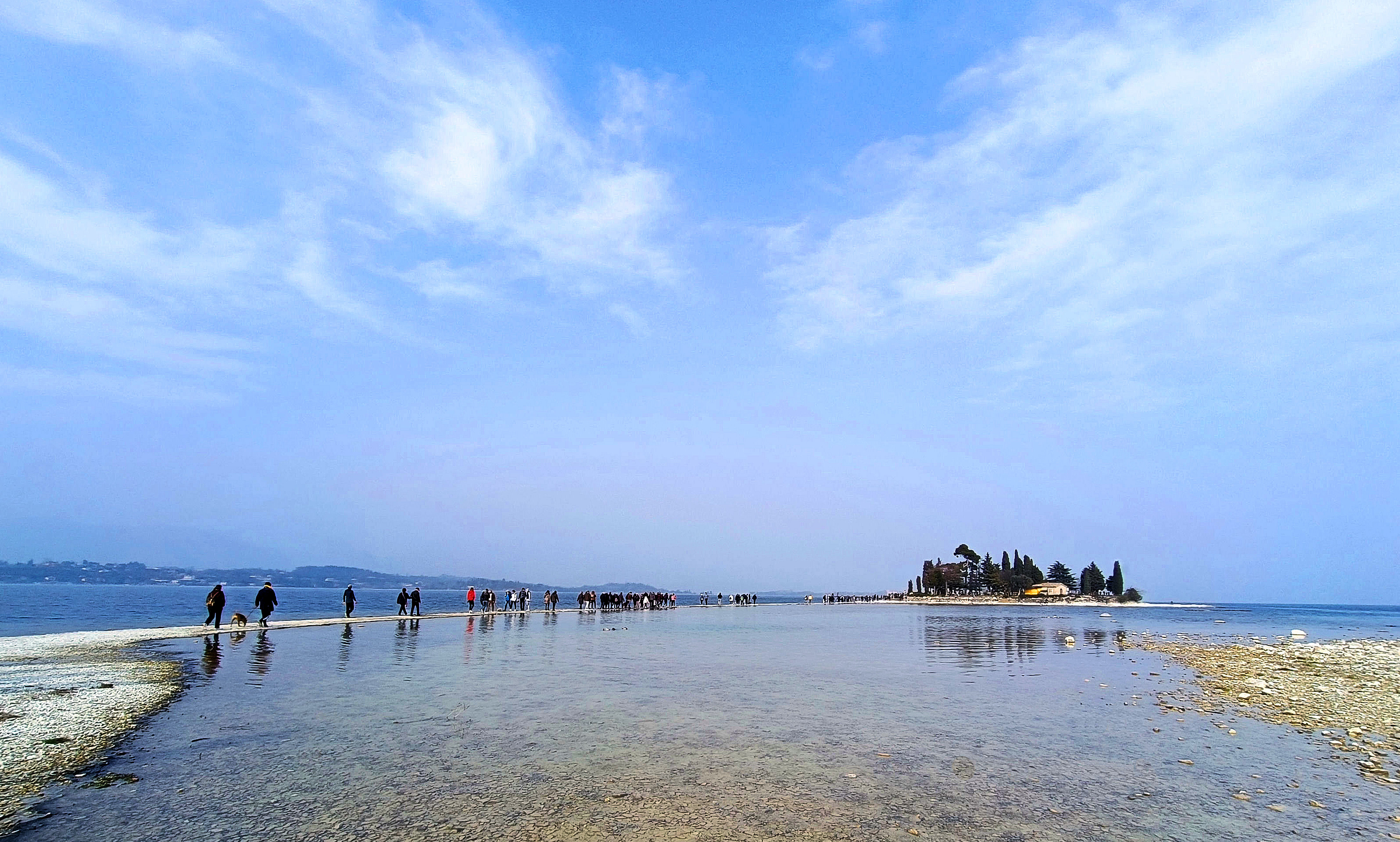
Manerba del Garda, Isola di San Biagio raggiungibile a piedi durante la secca del 2023.

- Chiesa San Sivino (a Punta San Sivino, sconsacrata)
- Ruderi della Chiesa San Siro a Pieve Vecchia
- Ruderi della Chiesa di San Nicola sulla Rocca

Ruderi della Chiesa di San Siro a Pieve Vecchia
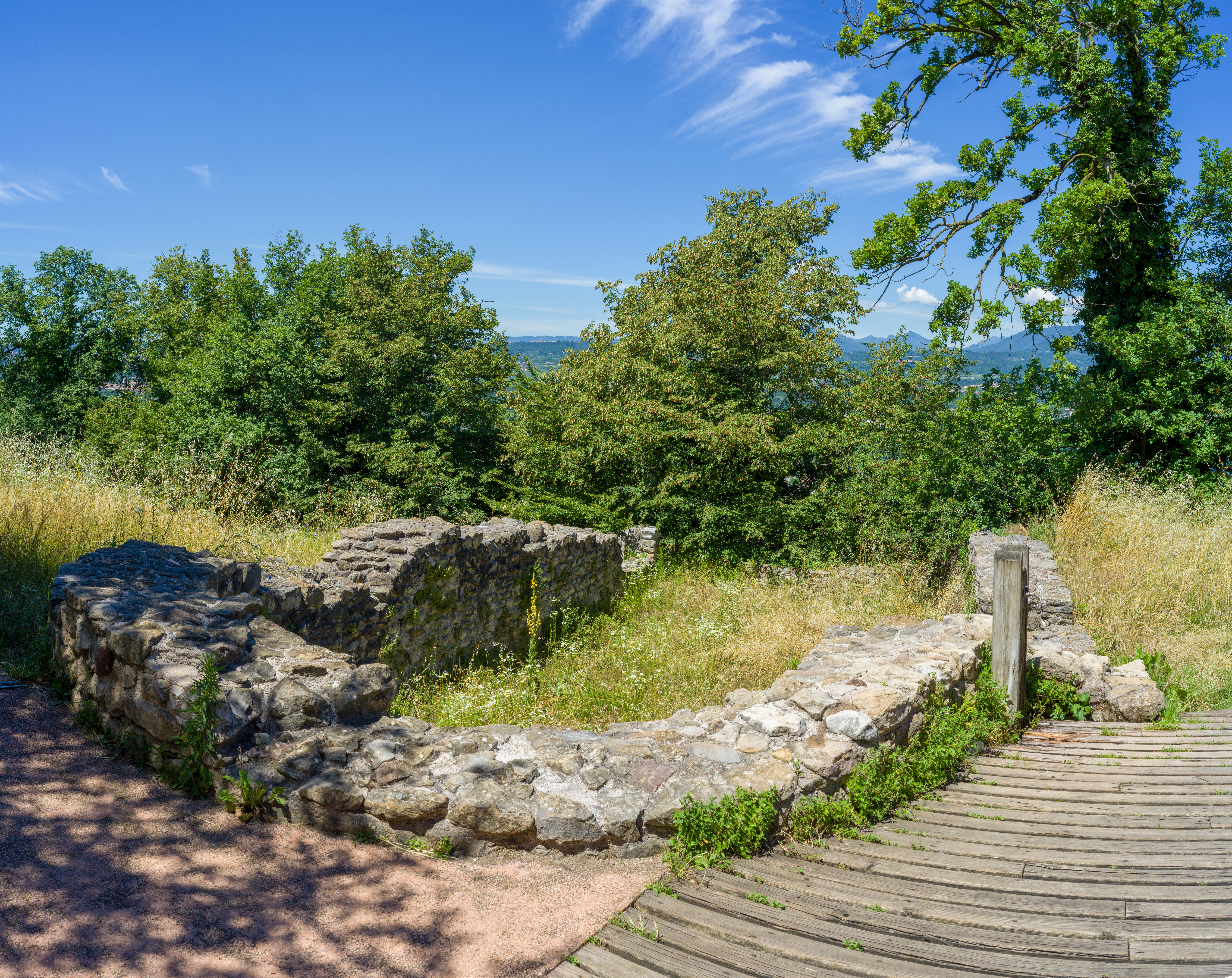
Ruderi della Chiesa di San Nicola sulla Rocca di Manerba
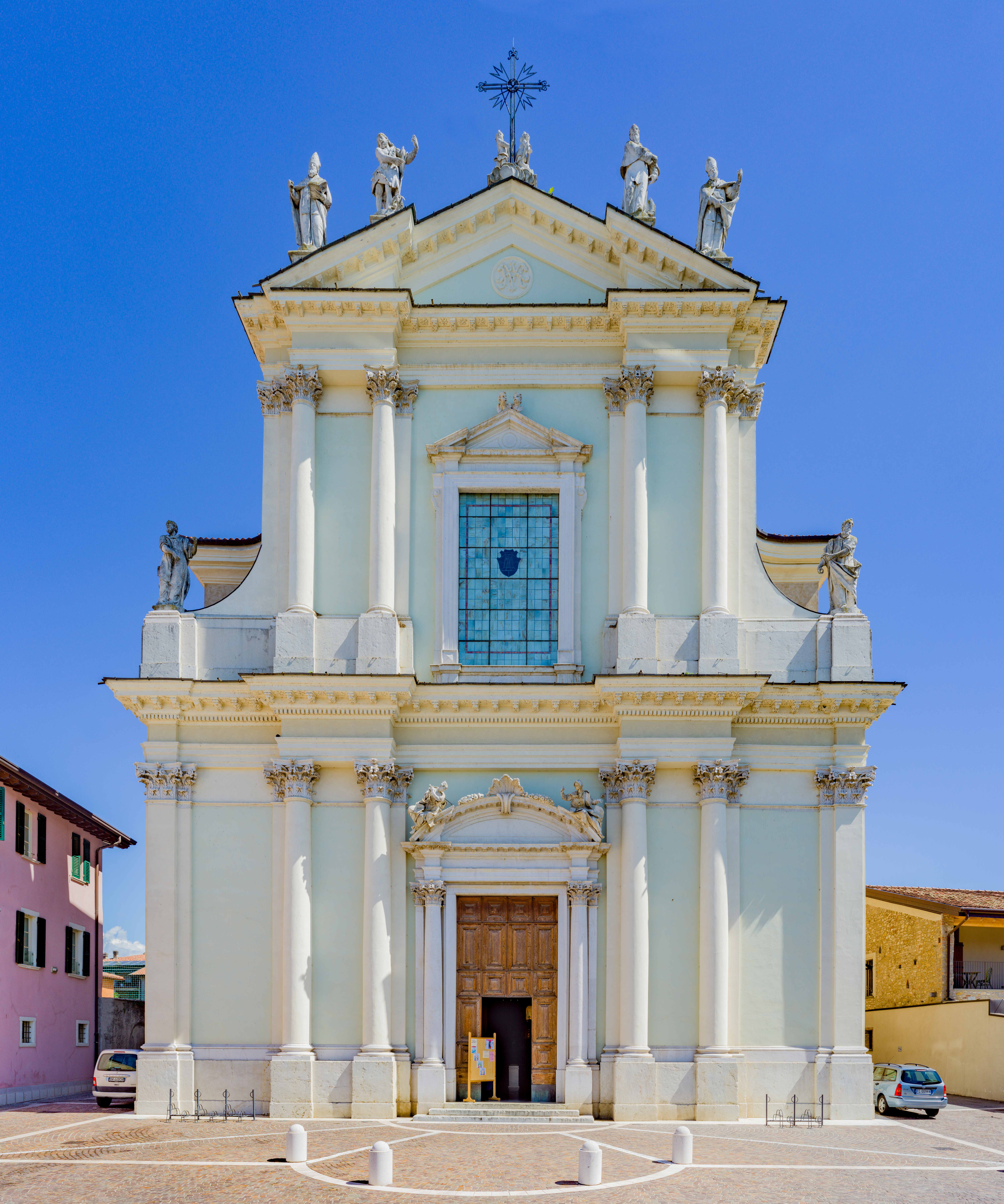
Chiesa di Santa Maria Assunta a Solarolo
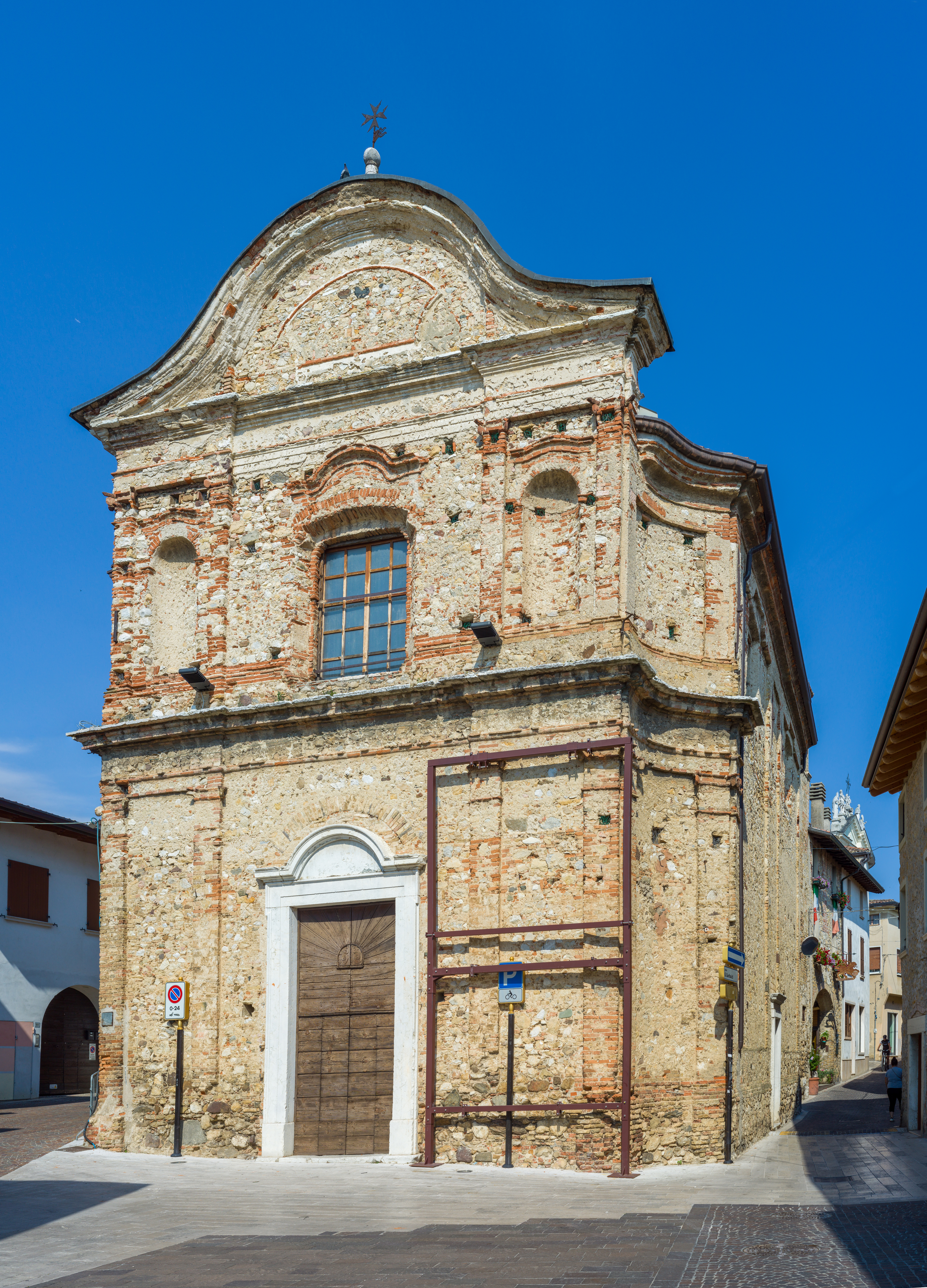
Chiesa di San Giovanni Battista Decollato a Solarolo
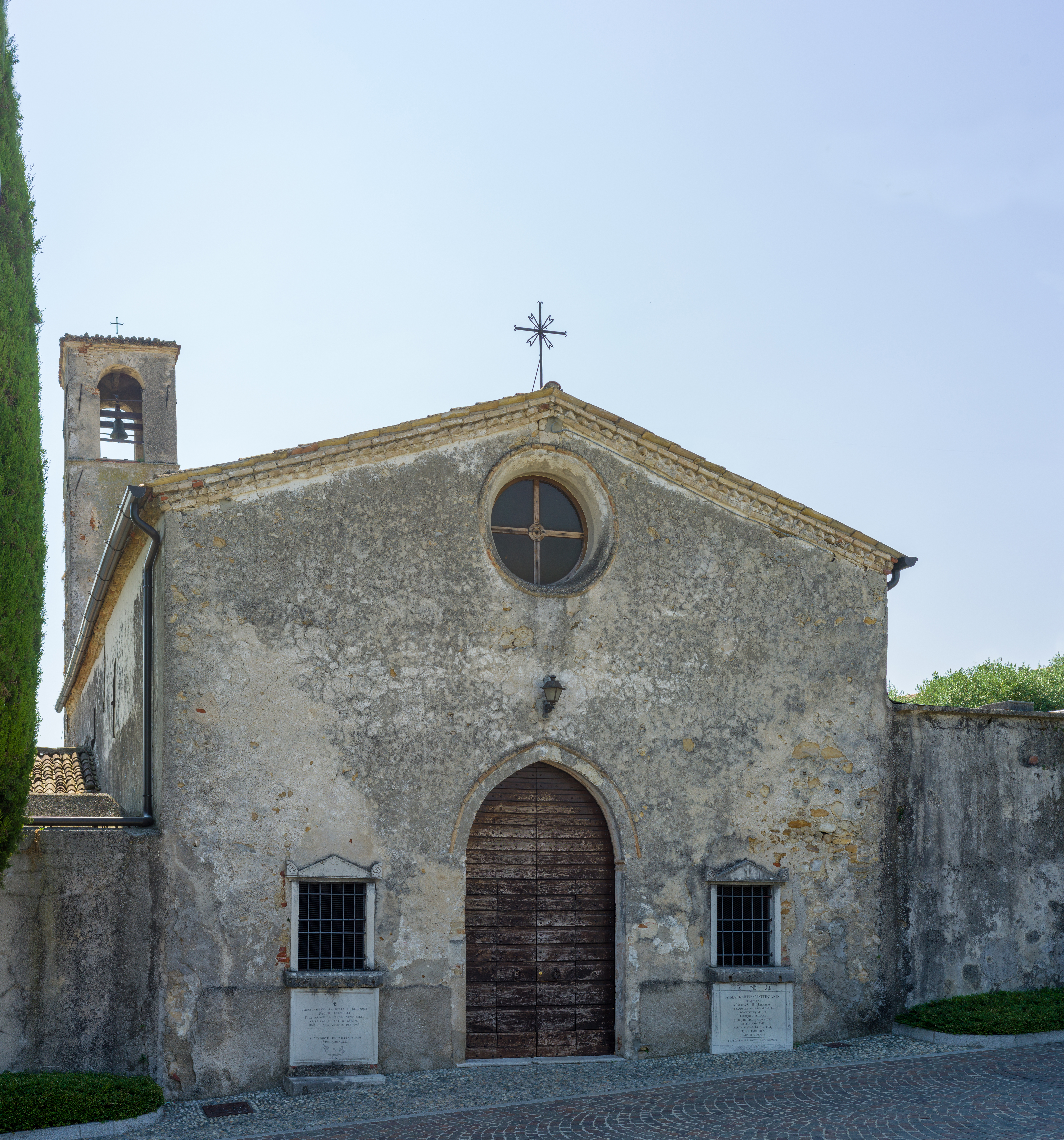
Chiesa della Santissima Trinità a Solarolo (cimitero)
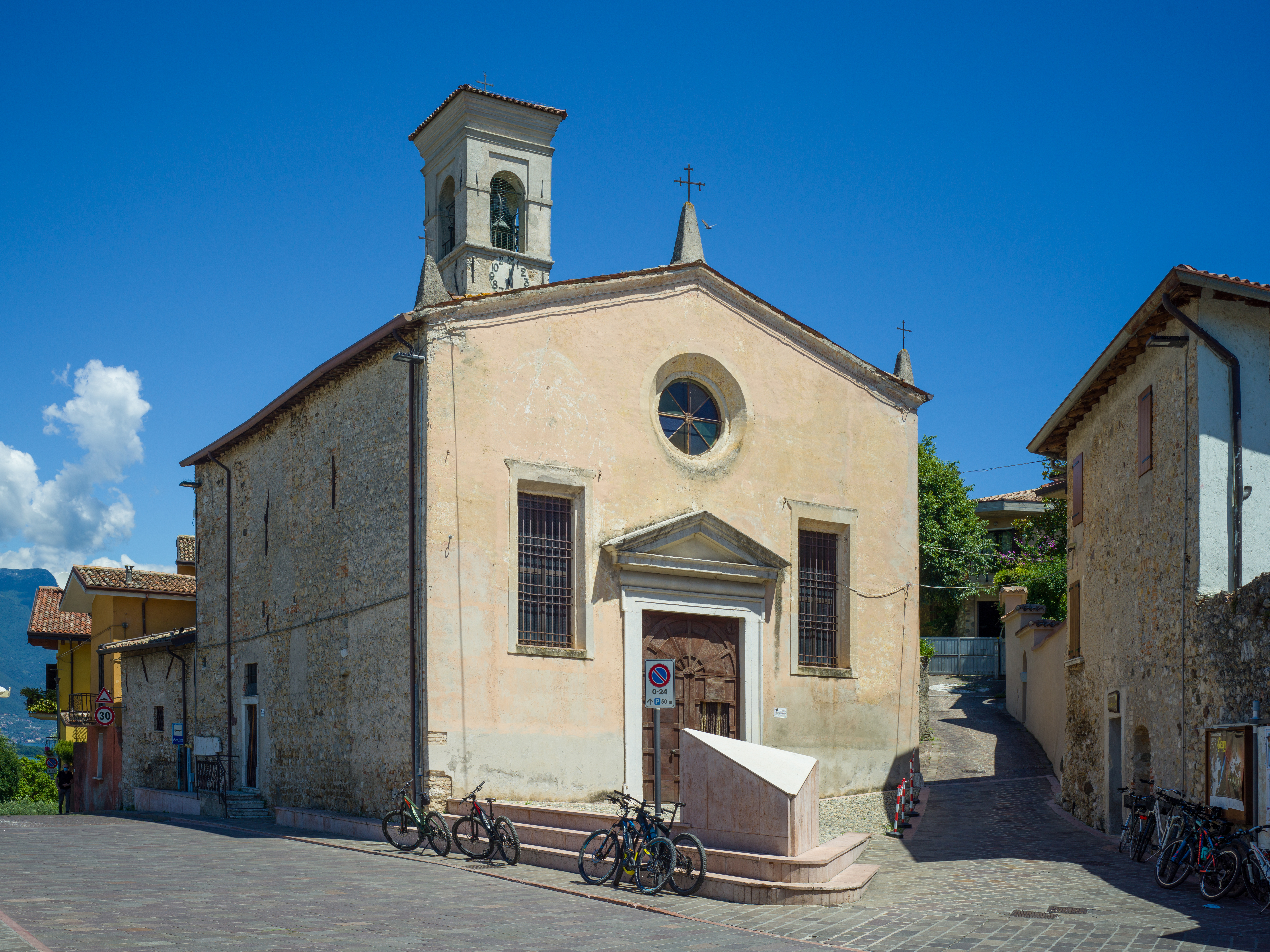
Chiesa di San Bernardo a Montinelle
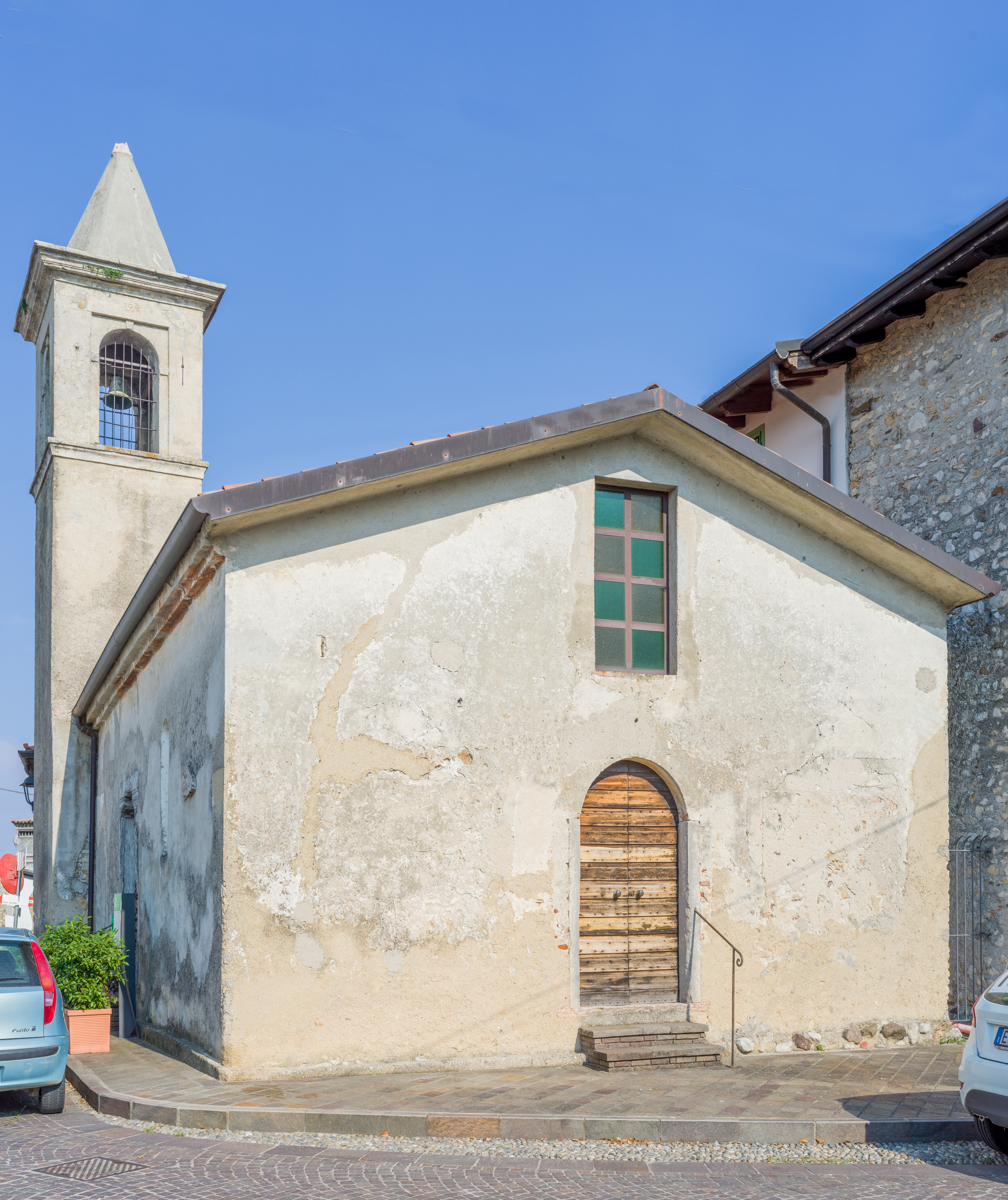
Chiesetta di Santa Lucia a Balbiana
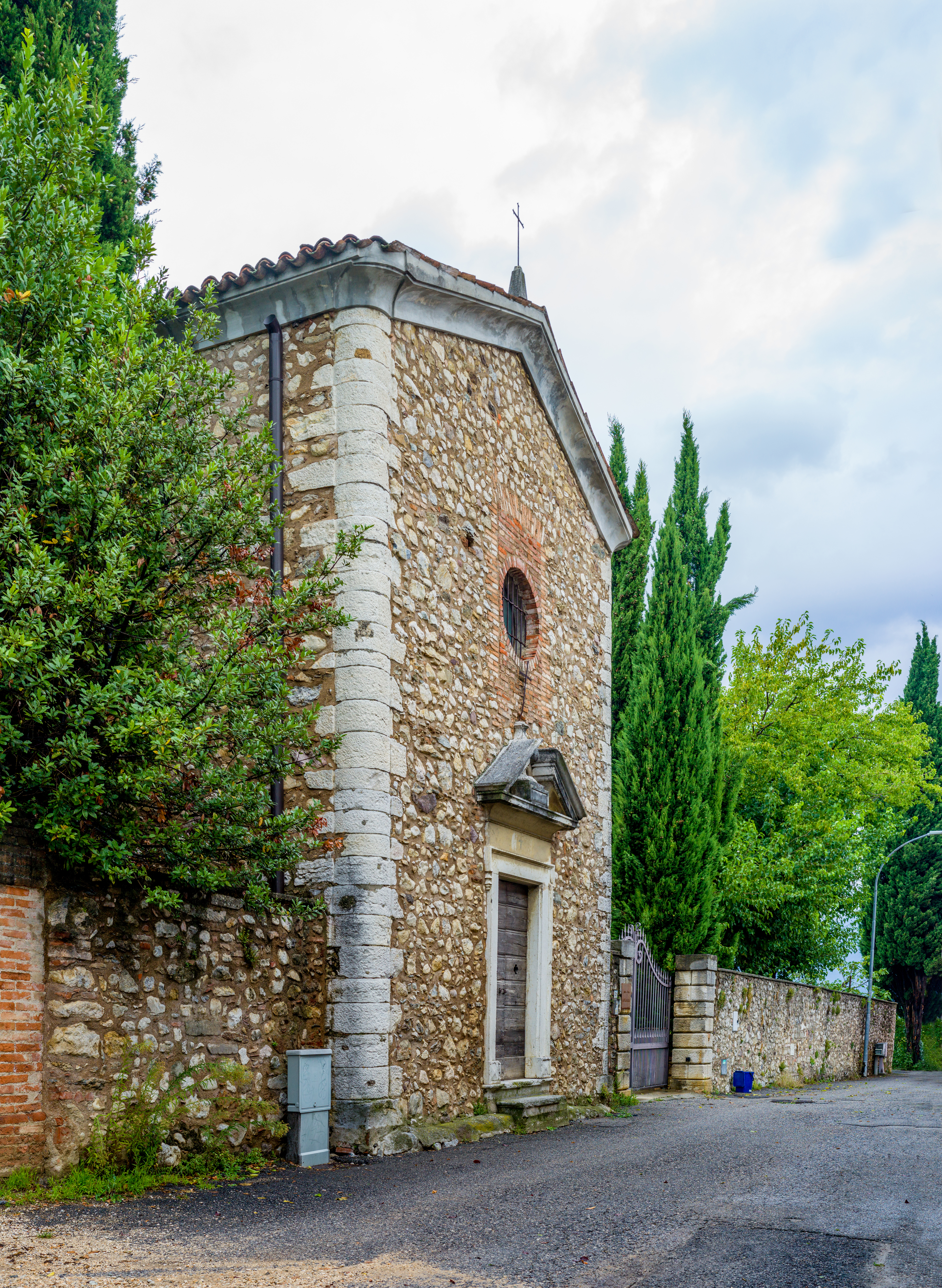
Chiesa del Santissimo Nome di Maria a Balbiana (privata)
Chiesa di Santa Maria in Valtenesi a Pieve Vecchia
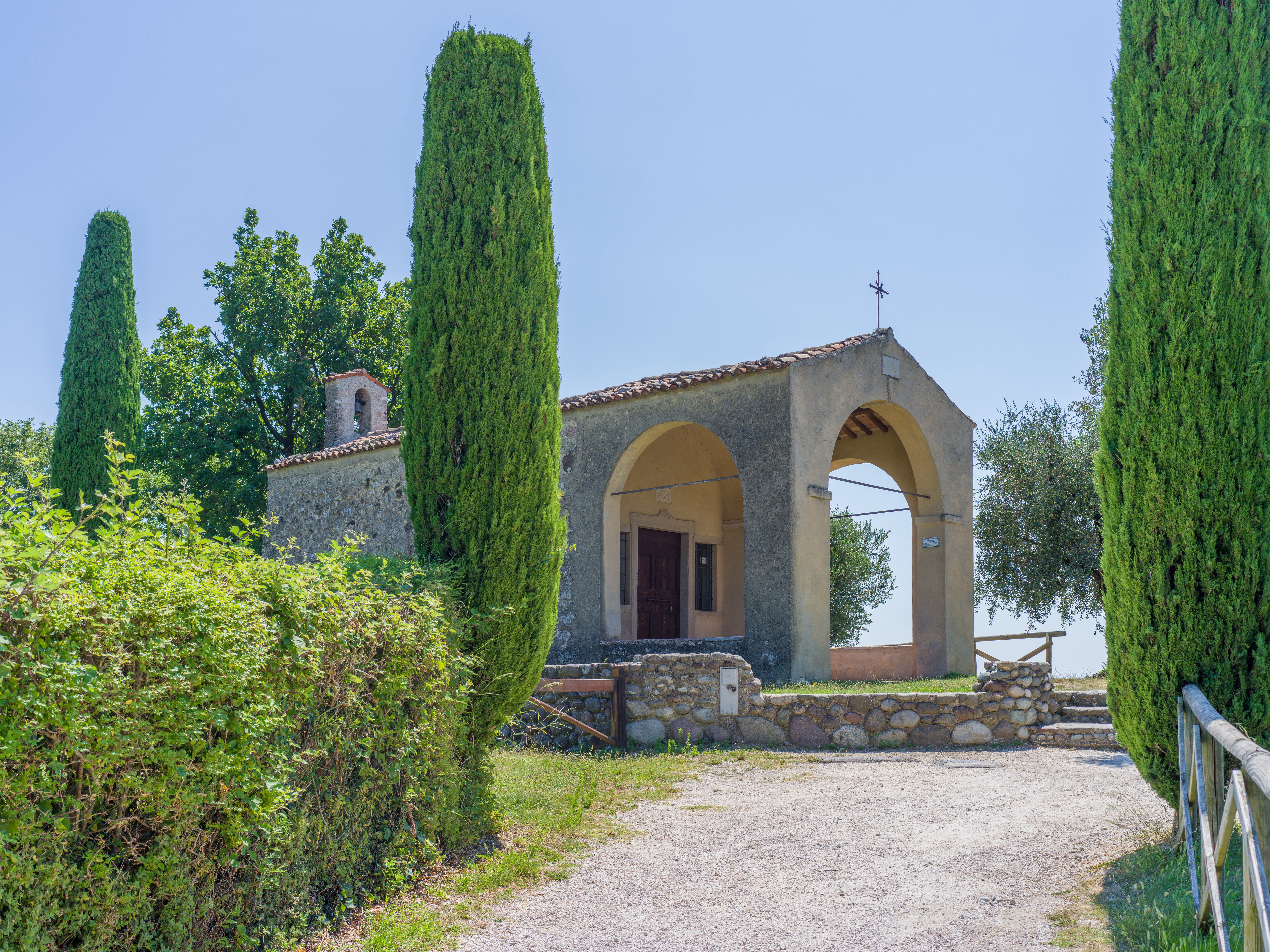
Chiesa di San Giorgio a Solarolo
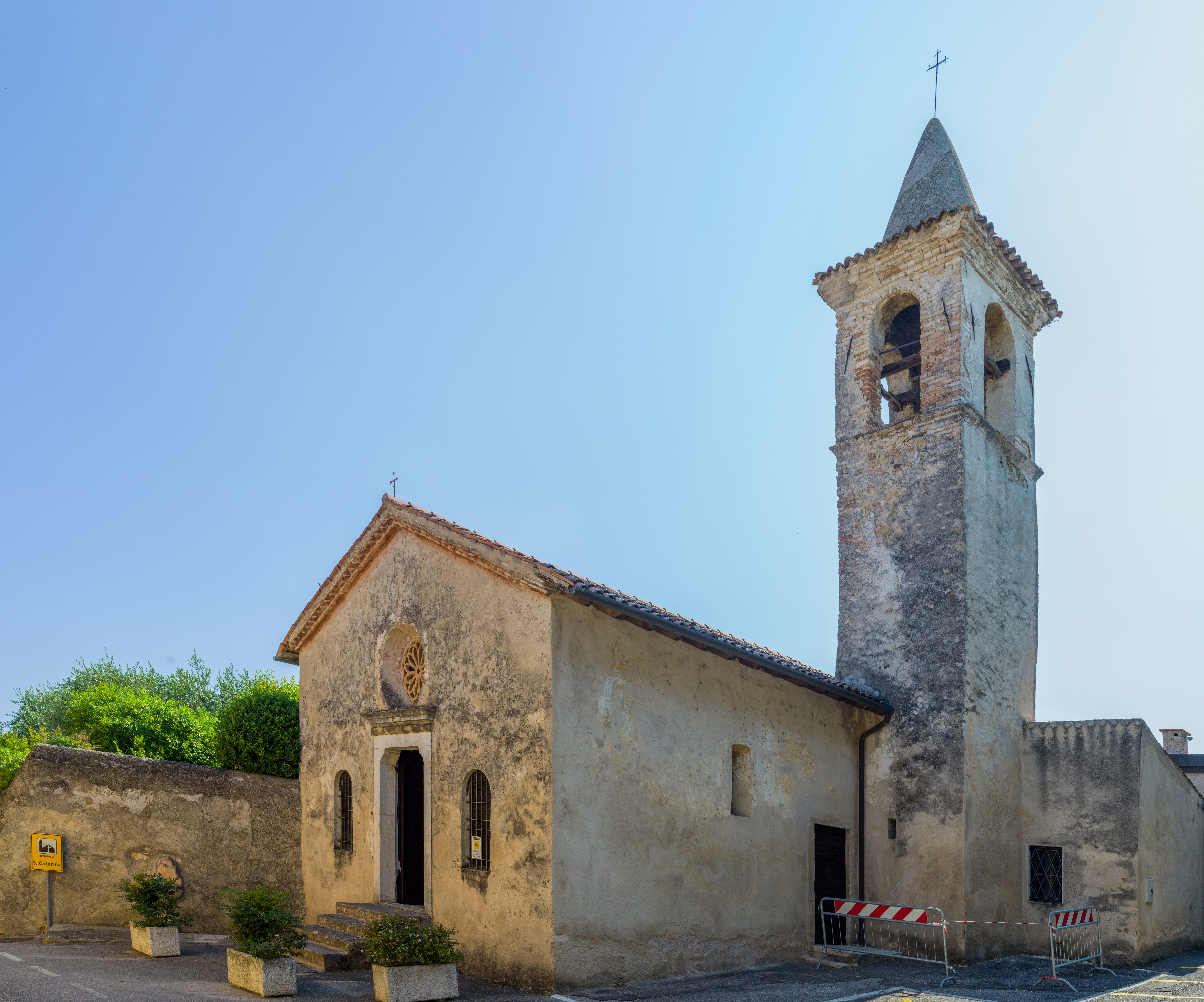
Chiesa di Santa Caterina d'Alessandria a Gardoncino

## Società
Negli ultimi cento anni, a partire dal 1911, si è assistito ad un raddoppio della popolazione residente.

### Evoluzione demografica

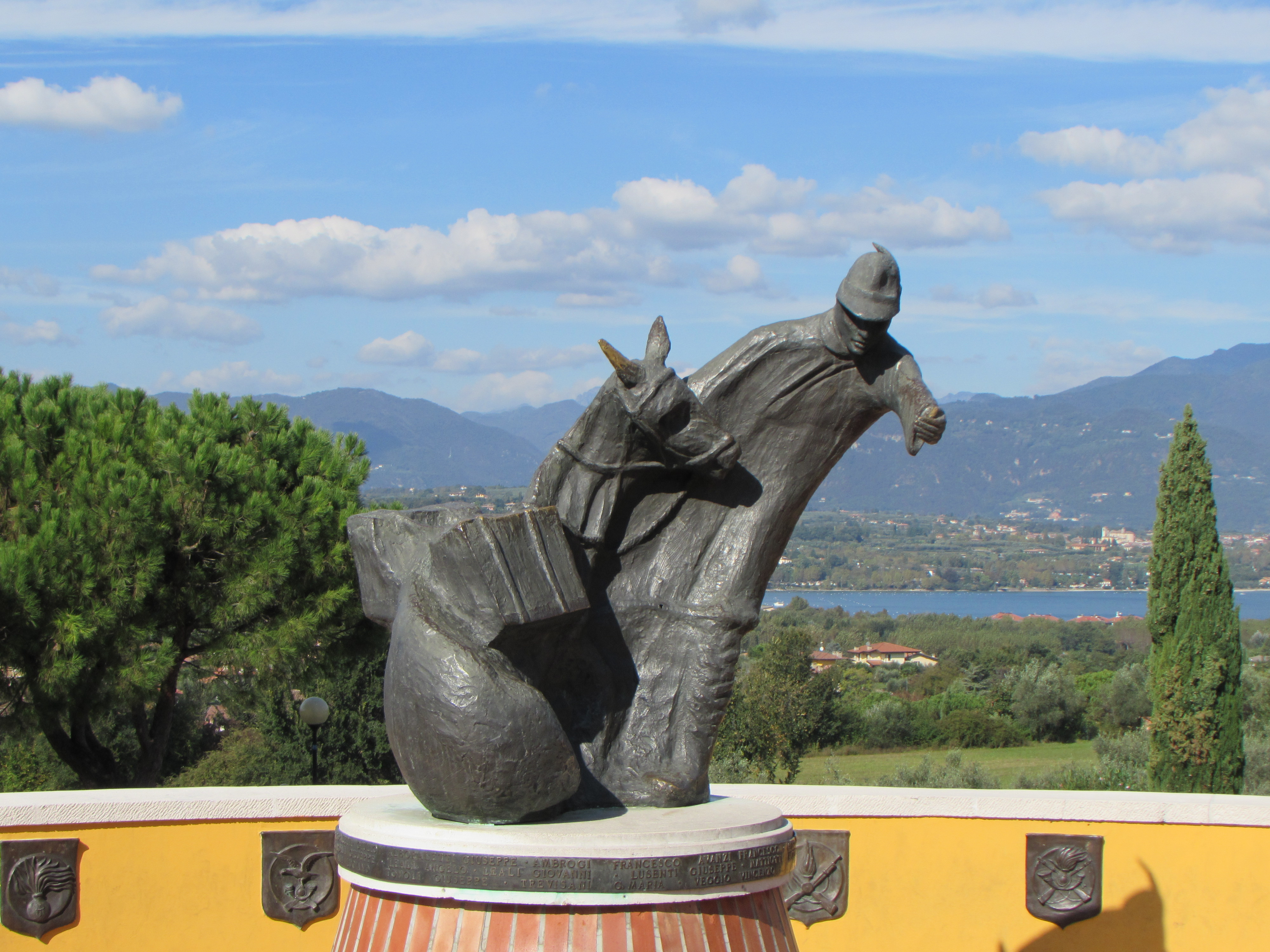
Monumento dedicato agli Alpini

Abitanti censiti

## Amministrazione
| Sindaco                     | Sindaco        | Sindaco                  | Partito      | Coalizione     | Coalizione                                    | Mandato        | Mandato        | Elezione |
| Sindaco                     | Sindaco        | Sindaco                  | Partito      | Coalizione     | Coalizione                                    | Inizio         | Fine           | Elezione |
| --------------------------- | -------------- | ------------------------ | ------------ | -------------- | --------------------------------------------- | -------------- | -------------- | -------- |
| 1                           |                | Isidoro Bertini          | DC           |                | DC-PSI                                        | 20 maggio 1988 | 25 maggio 1990 | 1985     |
| 1                           |                | Isidoro Bertini          | DC           | DC-PSI-PCI     | 25 maggio 1990                                | 24 aprile 1995 | 1990           |          |
| Elezione diretta (dal 1995) |                |                          |              |                |                                               |                |                |          |
| (1)                         |                | Isidoro Bertini          | FI           |                | centrodestra                                  | 24 aprile 1995 | 14 giugno 1999 | 1995     |
| (1)                         | 14 giugno 1999 | Isidoro Bertini          | FI           | 14 giugno 2004 | centrodestra                                  | 1999           |                |          |
| 2                           |                | Maria Speziani           | lista civica |                | centrodestra                                  | 14 giugno 2004 | 8 giugno 2009  | 2004     |
| 3                           |                | Paolo Mariantonio Simoni | LN           |                | LN, alleanza nazionale e lista civica area pd | 8 giugno 2009  | 26 maggio 2014 | 2009     |
| (1)                         |                | Isidoro Bertini          | FI           |                | lista civica minerva, FI e UDC                | 26 maggio 2014 | 27 maggio 2019 | 2014     |
| 4                           |                | Flaviano Mattiotti       |              |                | Lega, fdl, Fi e lista civica area pd          | 27 maggio 2019 | 10 giugno 2024 | 2019     |
| 4                           | 10 giugno 2024 | Flaviano Mattiotti       | In carica    | 2024           | Lega, fdl, Fi e lista civica area pd          |                |                |          |